# بلمنته د گراسیان
بلمنته د گراسیان (به اسپانیایی: Belmonte de Gracián) یک دهستان در اسپانیا است که در استان ساراگوسا واقع شده‌است. بلمنته د گراسیان ۴۳٫۷ کیلومتر مربع مساحت و ۲۱۵ نفر جمعیت دارد و ۶۴۶ متر بالاتر از سطح دریا واقع شده‌است.